# Josine van Dalsum
Josina Johanna van Dalsum, detta Josine (Breda, 14 luglio 1948 – Amsterdam, 17 novembre 2009), è stata un'attrice olandese.

## Biografia
Josine è nata in una famiglia numerosa avente in totale dieci figli, cinque maschi e cinque femmine. A partire dal 1971 ha iniziato a lavorare nel mondo del cinema e della televisione frequentando la scuola di recitazione ad Amsterdam. Da quel momento in poi iniziò a lavorare per il cinema e la televisione interpretando vari ruoli in diverse serie televisive. Molto nota fu la sua interpretazione nel film L'ascensore, al fianco di Huub Stapel e Willeke van Ammelrooy e anche nel film Zus & Zo, nominato all'Oscar per il miglior film straniero nel 2003.
Ha anche lavorato come sceneggiatrice per la serie televisiva tedesca dal titolo Die Wache. Nel 2007 pubblica un libro intitolato De kleine Johanna, basato sulla sua infanzia trascorsa nella sua città natale.
Morì il 17 novembre 2009 all'età di 61 anni per un cancro ai polmoni di cui soffriva da qualche anno.

## Filmografia
- L'ascensore (De Lift), regia di Dick Maas (1983)
- De Leeuw van Vlaanderen, regia di Hugo Claus, Dominique Deruddere e Stijn Coninx (1984)
- Zus & Zo, regia di Paula van der Oest (2001)